# NGC 7761
NGC 7761 (również IC 5361 lub PGC 72641) – galaktyka soczewkowata (S0), znajdująca się w gwiazdozbiorze Wodnika. Odkrył ją Ormond Stone w 1886 roku.
W galaktyce tej zaobserwowano supernową SN 2002ef.